# Apokopat
Der Apokopat oder Apocopatus ist ein Modus, der in der arabischen Sprache vorkommt. Nach einer seiner Funktionen wird er bisweilen auch als Jussiv bezeichnet. Die Bezeichnung „Apokopat“ (von altgriechisch ἀποκοπή apokopē „Abschneidung“) weist auf die Bildungsweise der Form hin und ist in diesem Sinne ein Sonderfall der Apokope: Sie entspricht dem Imperfekt ohne Endvokal (z. B. يكتبْ yaktub mit Sukūn statt yaktubu mit Damma). Es handelt sich um eine Lehnübersetzung des entsprechenden arabischen Terminus (المضارع المجزوم, DMG al-muḍāriʿ al-maǧzūm).
Der Apokopat hat zwei Funktionsbereiche: Zum einen kommt er mit Perfekt-Bedeutung nach den Negationspartikeln lam (z. B. لم يكتب lam yaktub „er schrieb nicht“) und lammā (لما „noch nicht“), in Konditionalsätzen (bei zeitunabhängiger Allgemeingültigkeit) und als Nachsatz (asyndetischer Folgesatz) zum Imperativ vor. Zum anderen drückt der Apokopat in Verbindung mit der Partikel li- den positiven und nach lā den negativen Jussiv (negativen Imperativ, d. h. ein Verbot) aus (z. B. ليكتب li-yaktub „er soll schreiben“; لا تكتب lā taktub „du sollst nicht schreiben, schreibe nicht!“). Vor den Jussiv kann auch noch die Verbindungspartikel fa- treten und dabei li- zu l- verkürzen (فلنكتب fa-l-naktub „so lasst uns schreiben!“).  